# Penthea lichenosa
Penthea lichenosa là một loài bọ cánh cứng trong họ Cerambycidae.